# Мельтцер, Майя Леопольдовна
Ма́йя (Мари́я) Леопо́льдовна Ме́льтцер (21 июля [2 августа] 1899, Одесса — 1984) — советская оперная певица, режиссёр и педагог.

## Биография
В 1918 году брала уроки пения у К. С. Макареско в Одессе.
С 1920 года по 1922 год — училась в Народной консерватории и выступала с труппой оперного театра в Одессе.
С 1922 года по 1949 год — солистка Московского академического музыкального театра имени К. С. Станиславского и Вл. И. Немировича-Данченко (до переименования 1928 года — Оперной студии Большого театра, до слияния в 1941 году — Оперного театра им. К. С. Станиславского).
Лирико-драматическое сопрано.
С 1925 года занималась режиссёрской деятельностью (первоначально по настоянию К. С. Станиславского, как его ученица и сподвижница в деле реформы оперной режиссуры).
Преподавала с 1947 года по 1950 год — в Городской оперной студии, с 1950 года по 1952 год — в Музыкальном училище им. Ипполитова-Иванова, с 1952 года — в Музыкально-педагогическом институте им. Гнесиных (с 1962 года — доцент). Среди учеников — певец Александр Градский и другие.

## Награды и звания
Народная артистка РСФСР (1941 год).

## Сольные партии

### Одесский оперный театр
- Микаэла («Кармен») Ж. Бизе
- Лиза («Пиковая дама») П. И. Чайковского

### Театр им. Станиславского
- Шарлотта («Вертер») Ж. Массне — дебют на московской и ленинградской сцене[2] (1922—1924)
- Татьяна («Евгений Онегин») П. И. Чайковского
- Лиза («Пиковая дама») П. И. Чайковского
- Лизетта («Тайный брак») Д. Чимарозы — 1-е исполнение на советской сцене (1926)
- Амелия («Бал-маскарад») Дж. Верди
- Мюзетта («Богема») Дж. Пуччини
- Наталья («Лёд и сталь») В. М. Дешевова
- Любка («Семён Котко») С. С. Прокофьева
- Серполетта (оперетта «Корневильские колокола») Р. Планкета
- Саффи (оперетта «Цыганский барон») И. Штрауса

и другие.

## Постановки
- С 1922 года — участие в режиссёрских группах спектаклей «Евгений Онегин», «Тайный брак» и др. (под руководством К. С. Станиславского)[3]
- 1939 год — опера Л. Б. Степанова «Дарвазское ущелье» (совм. с И. М. Тумановым, завершение «посмертной режиссёрской работы К. С. Станиславского»[4])
- 1955 год — детская опера-балет М. Я. Магиденко «Сказка о чудо-птице» (совм. с Д. В. Камерницким)[5]

В 1949—1963 годах также работала в должности режиссёра-педагога МАМТ им. Станиславского и Немировича-Данченко.

## Сочинения
- «Работа К. С. Станиславского над „Евгением Онегиным“», в сборнике: Чайковский и театр, М.-Л., 1940.
- «Певец и образ», в сборнике: О культуре оперного спектакля, М., 1956.